# Charles Dubouloz
Charles Dubouloz, né le 18 mai 1989 à Talloires, est un coureur de skyrunning, alpiniste, himalayiste, skieur de pente raide, guide de haute montagne français et conférencier. Il est l'auteur de premières ascensions hivernales, en escalade solitaire et d'enchaînements alpins.

## Biographie
Charles-Henri Dubouloz, né le 18 mai 1989 à Talloires, est originaire de Faverges en Haute-Savoie. Son père est ingénieur et il est le dernier d'une fratrie de trois enfants. Il fait ses études secondaires au lycée Saint-Michel d'Annecy puis obtient une licence en marketing en section sports-études. Avec sa compagne Fanny, commerciale pour une marque de casques de ski et de VTT, il a un enfant.
Il débute très jeune par les sports d’endurance et la compétition, notamment le ski-alpinisme et la course de montagne, obtenant un podium au marathon du Mont-Blanc à 18 ans. Il prend la deuxième place au marathon des Causses en 2011 et est vainqueur du trail de Faverges. Avec ses capacités en trail et à vélo, il intègre la team Scott en 2011 mais les blessures le forcent à arrêter ces deux sports.
Après avoir arpenté les massifs qui l’entourent, il se tourne vers l’alpinisme professionnel. En 2018, il fait ses classes à l'École nationale de ski et d'alpinisme (ENSA) de Chamonix et passe son brevet d'état de guide de haute montagne. C'est à l'ENSA qu'il fait la connaissance d'un de ses futurs compagnons de cordée, Symon Welfringer.
Il réalise de nombreuses de premières ascensions hivernales, en escalade solitaire et des enchaînements, principalement dans le massif du Mont Blanc et dans le massif des Écrins. En janvier 2022, son ascension hivernale en escalade solitaire par la voie Rolling Stones en face nord des Grandes Jorasses suscite l'intérêt des médias et le fait connaître du grand public ,.
À partir de 2021, il se tourne vers l'Himalaya. Il ouvre ainsi une nouvelle voie en style alpin avec Benjamin Védrines, dans la face nord du Chamlang (dans le massif du Mahalangur Himal) du 9 octobre 2021 au 12 octobre 2021,,. À l'automne 2022, il fait une tentative d'ascension au Manaslu au Népal mais doit renoncer en raison des conditions météorologiques défavorables. En juillet 2023, il retourne au Pakistan pour tenter une nouvelle voie sur les flancs du K7 sans pouvoir atteindre le sommet pour cause de mauvais temps. En 2024, il réussit la première ascension de la voie Le cavalier sans tête en face ouest du Hungchi (7 029 m) à la frontière sino-népalaise avec Symon Welfringer.
Charles Dubouloz est également conférencier relatant ses ascensions marquantes et expéditions en Himalaya. Il a fondé la société Rolling Stones spécialisée dans le conseil en relations publiques et communication en matière sportive.

## Principales ascensions
- 2016 : ski de pente raide dans la voie des Autrichiens aux Courtes[11].
- 2016 : ski de pente raide, avec la seconde descente du Linceul en face nord des Grandes Jorasses[5],[12].
- 2019 : ascension par la voie Salathé à El Capitan dans le parc national de Yosemite[13].
- 2020 : ascension à la journée de la voie Manitua (ED+ 7c>6c V P3+ 4) dans la face nord des Grandes Jorasses, avec Symon Welfringer[14].
- 2020 : première répétition hivernale de la directissime Grassi en face est des Grandes Jorasses, à la journée avec Yann Borgnet[5],[15].
- 2021 : enchaînement en quatre jours de quatre faces majeures du massif du Mont-Blanc avec Benjamin Védrines : Les ailes du désir en face sud du Fou, la Directe américaine aux Drus, la Contamine aux Petites Jorasses et la voie Gervasutti en face est des Grandes Jorasses[5],[16].
- 2021 : première ascension hivernale en solitaire de la voie Pierre Allain en face nord des Drus[6],[17],[18].
- 2021 : ouverture d'une nouvelle voie en style alpin avec Benjamin Védrines, dans la face nord du Chamlang, À l'ombre du mensonge (In the shadow of lies), du 9 octobre 2021 au 12 octobre 2021[5],[9],[6].
- 2022 : enchaînement de dix faces emblématiques dans les Écrins[7].
- 2022 : première ascension hivernale en solitaire de la pointe Walker par la voie Rolling Stones en face nord des Grandes Jorasses en 122 heures, soit six jours et cinq nuits du 13 janvier 2022 au 18 janvier 2022[19],[20],[21],[22].
- 2023 : en compagnie de Symon Welfringer et Clovis Paulin, il réalise la première hivernale et première répétition de la Directissime Walker, en face nord des Grandes Jorasses, dans le massif du Mont-Blanc[23].
- 18 mai 2024 : première ascension de la voie Le cavalier sans tête en face ouest du Hungchi avec Symon Welfringer[24].

## Filmographie
- 2021 : À l’ombre du Chamlang (film de Jérémy Chenal). Documentaire sur l’ouverture d’une nouvelle voie dans la face nord du Chamlang (7 319 m) au Népal[25].
- 2022 : De l’ombre à la lumière (film de Sébastien Montaz Rosset) retraçant son aventure solitaire en face nord des Grandes Jorasses[26].
- 2024 : Deepfreeze, documentaire de Yannick Boissenot sur la première ascension hivernale en libre de la directissime de la Walker dans la face nord des Grandes Jorasses avec Symon Welfringer et Clovis Paulin[27].

## Divers
Charles Dubouloz est un ambassadeur de la marque de montres Richard Mille, fait partie de la Team Millet et est sponsorisé par Vuarnet.